# Nagelsäule (Mainz)

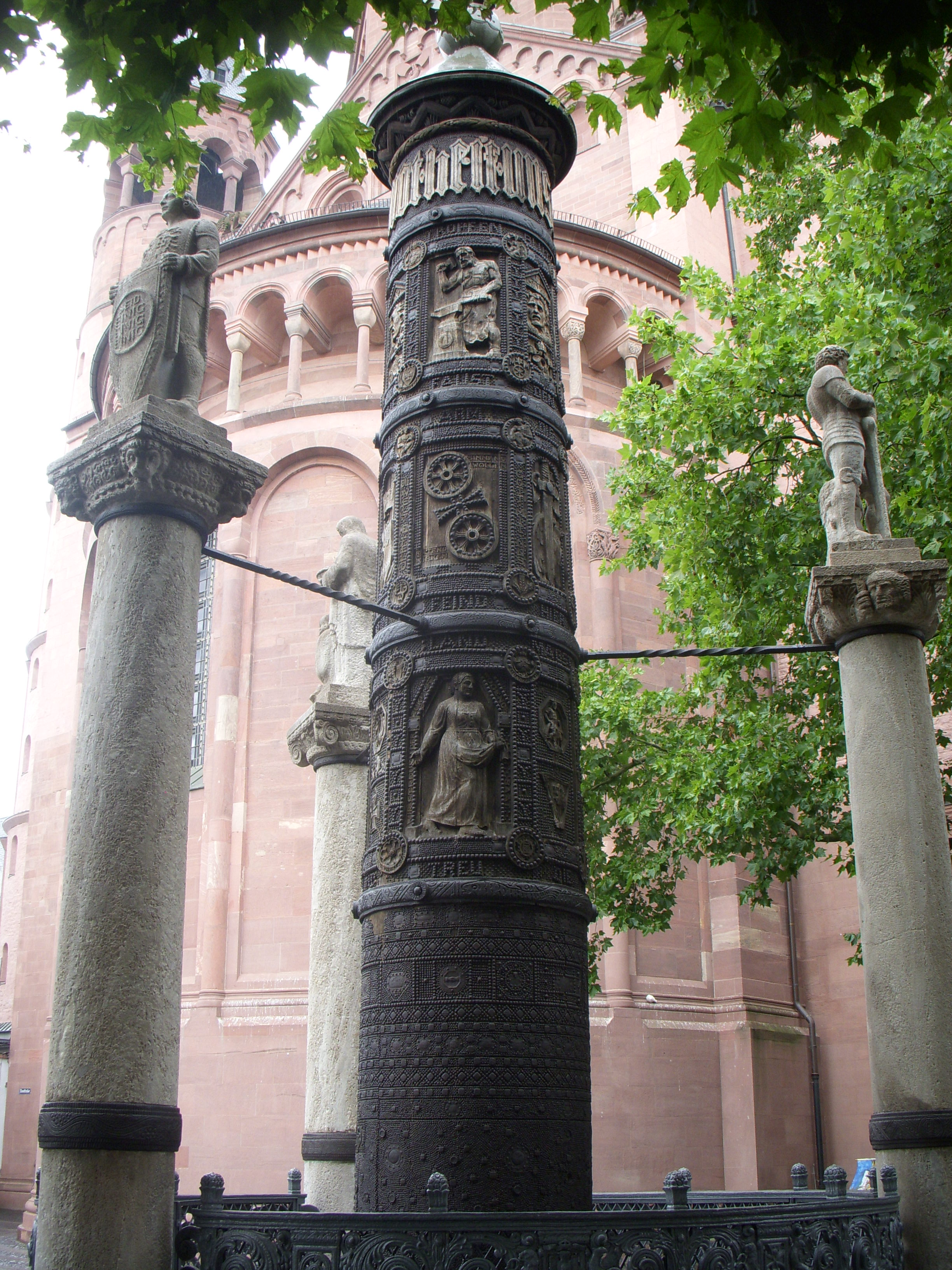
Nagelsäule Mainz, nach der Restaurierung 2011

Die Nagelsäule in Mainz ist eine während des Ersten Weltkrieges auf dem Liebfrauenplatz vor der Ostseite des Mainzer Domes errichtete Säule, die im Rahmen einer deutschen Propaganda- und Spendenaktion als Kriegsnagelung entstanden ist.

## Geschichte und Beschreibung
Oberbürgermeister Karl Göttelmann schrieb zur Gestaltung der Säule am 9. November 1915 einen Wettbewerb aus. 71 Entwürfe wurden eingereicht, woraus man am 23. Dezember 1915 das Modell des Stadtbaumeisters Adolf Gelius und des Mainzer Bildhauers Ludwig Lipp wählte.
Am 1. Juli 1916 wurde die aus Eichenstämmen und drei umgebenden Steinsäulen bestehende sieben Meter hohe und von einem Eisernen Kreuz und dem Spruch In Kriegsnot helf uns Gott bekrönte Kriegssäule (so die zeitgenössische Bezeichnung) feierlich eingeweiht.
Auf der Säule selbst steht umlaufend die vierte Strophe der „Wacht am Rhein“ (Es braust ein Ruf wie Donnerhall):
So lang ein Tropfen Blut noch glüht,

noch eine Faust den Degen zieht,

und noch ein Arm die Büchse spannt,

betritt kein Feind hier deinen Strand!

Lieb’ Vaterland, magst ruhig sein,

fest steht und treu die Wacht am Rhein!
Auf zahlreichen Plaketten sind alle damaligen Mainzer Institutionen, Verbände, Vereine und größere Firmen aufgeführt.
Umgeben ist die Nagelsäule von drei kleineren Säulen aus Muschelkalk, auf denen die Allegorien von Mildtätigkeit, Tapferkeit und Einigkeit thronen.
Jeder Spender durfte in das Holz einen Nagel einschlagen. Der kleinste Nagel kostete 50 Reichspfennig, der teuerste mit vergoldetem Kopf 20 Mark. Erster und prominentester Spender war die Familie des hessischen Großherzogs Ernst Ludwig von Hessen: seine Frau und die beiden Prinzen schlugen die ersten Nägel ein. Das Geld kam der Kriegskinderfürsorge sowie dem Verein für Ferienkolonien zugute. Es verhalf Kindern aus sozial schwachen Verhältnissen zu Erholungsaufenthalten auf dem Land. Ein Teil der Spenden ging an den Nationalen Frauendienst, der sich um die Unterstützung der Soldatenfrauen bemühte. Die zum 20. August 1916 beendete Spendenaktion brachte insgesamt 170.000 Mark ein, nach heutiger Kaufkraft rund 621.000 Euro, die der notleidenden Bevölkerung zugutekommen sollten.
Die Einbindung der Säule in einen militaristischen Kontext auch nach Abschluss der Nagelung verdeutlichen Meldungen wie die über die Mainzer Hindenburgfeier 1917, deren Veranstaltungsort mit „an der genagelten Kriegssäule vor dem Dom“ bezeichnet wurde.

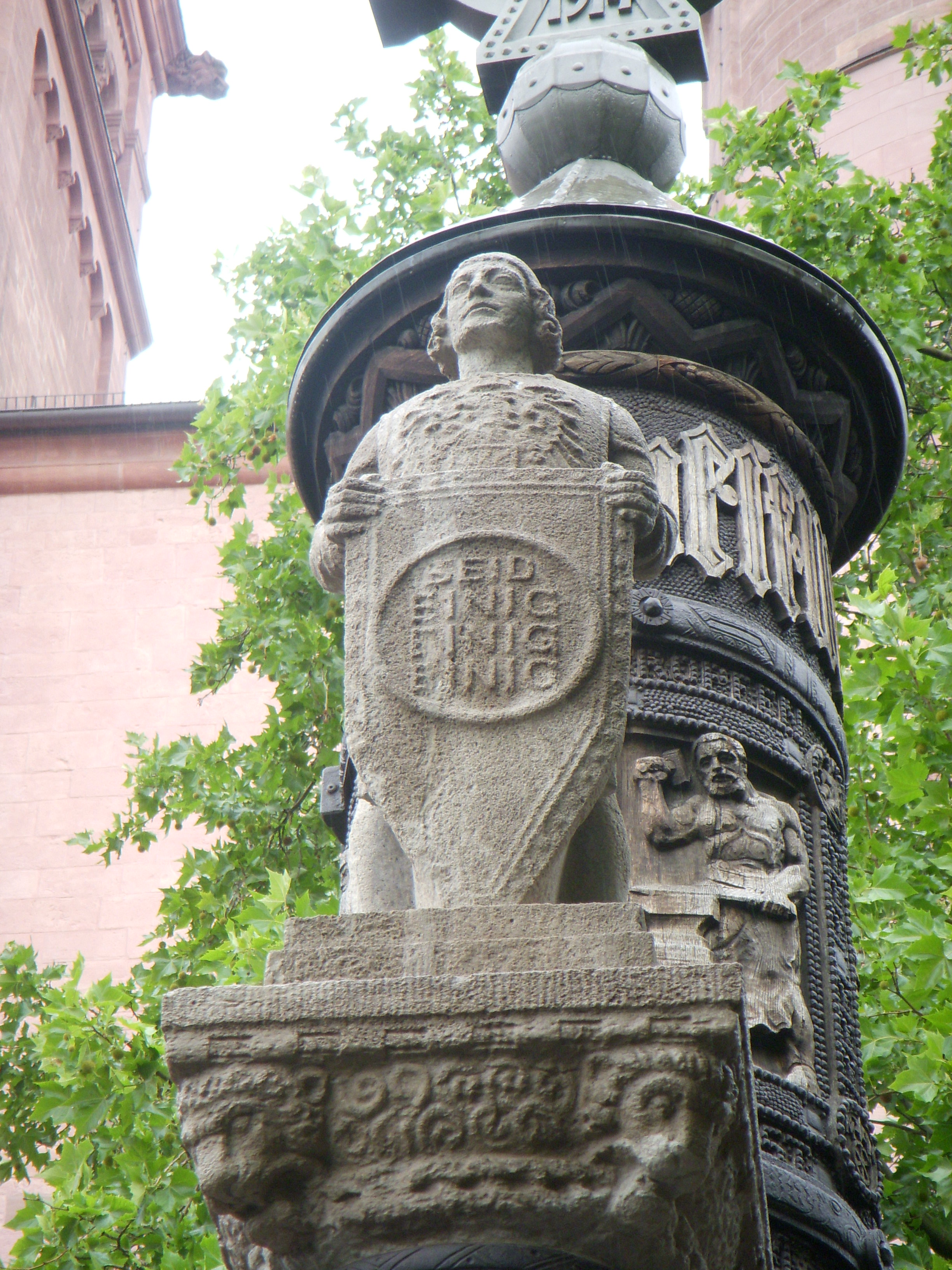
Allegorie Einigkeit
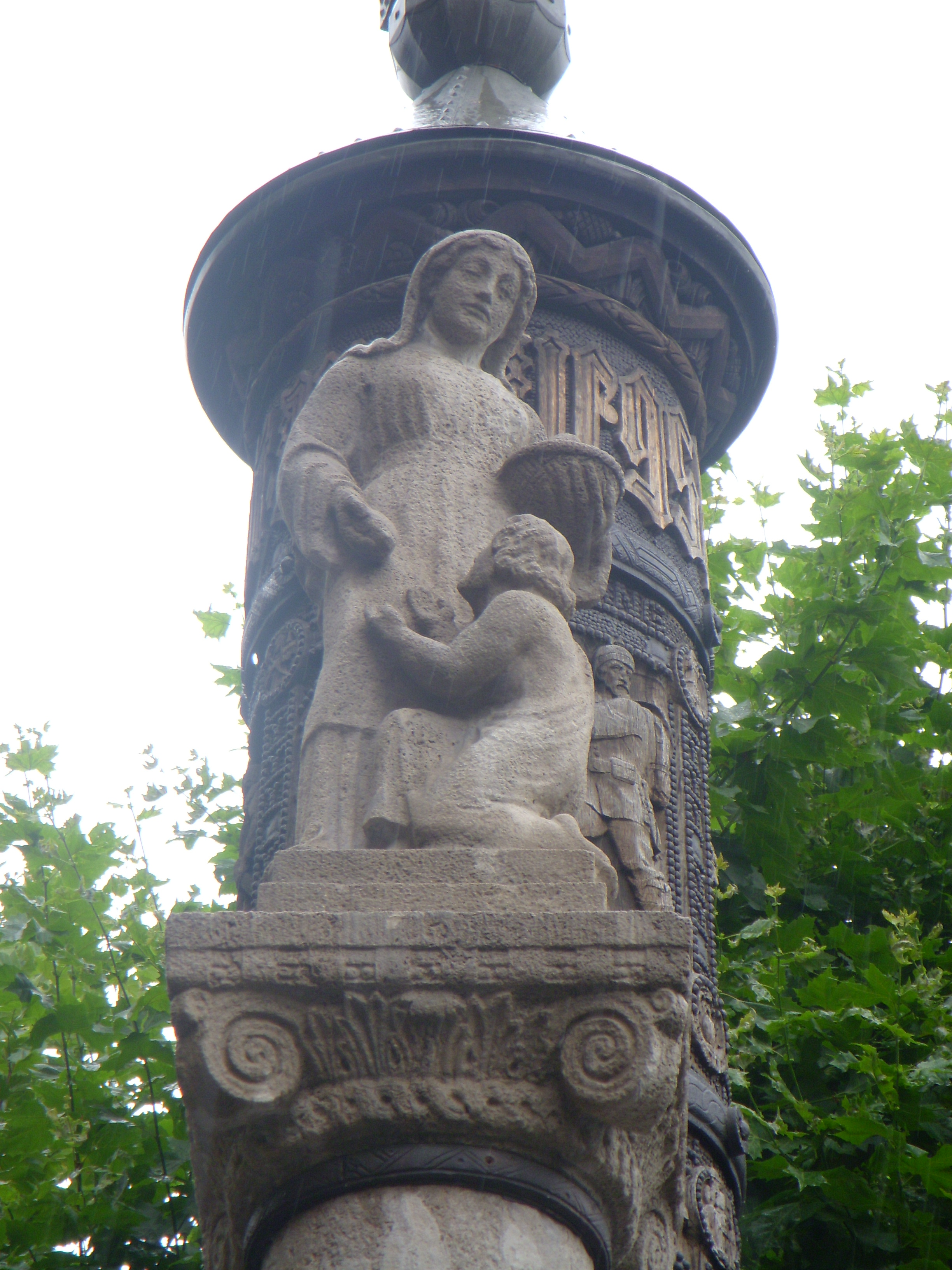
Allegorie Mildtätigkeit
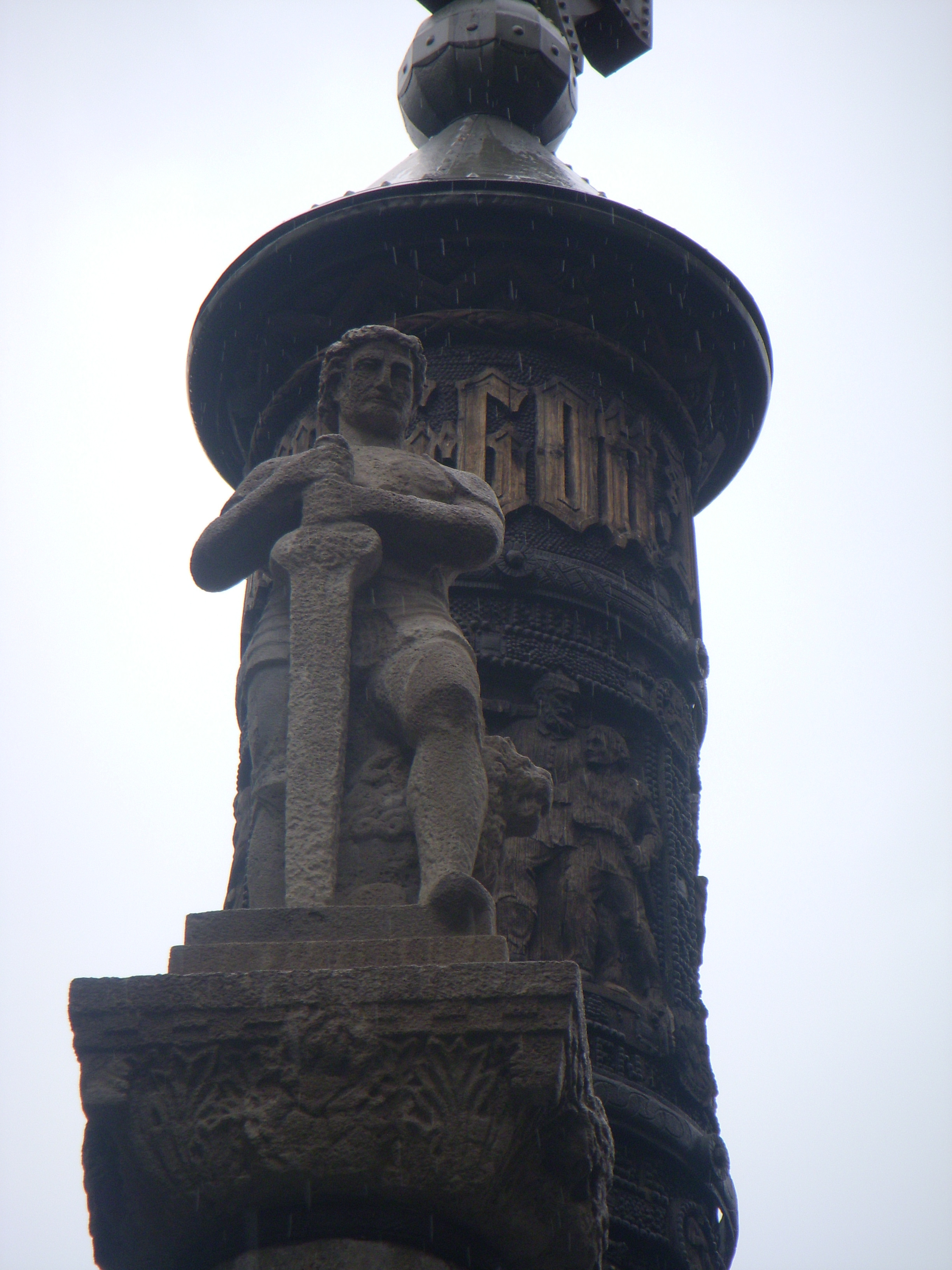
Allegorie Tapferkeit

## Sanierung

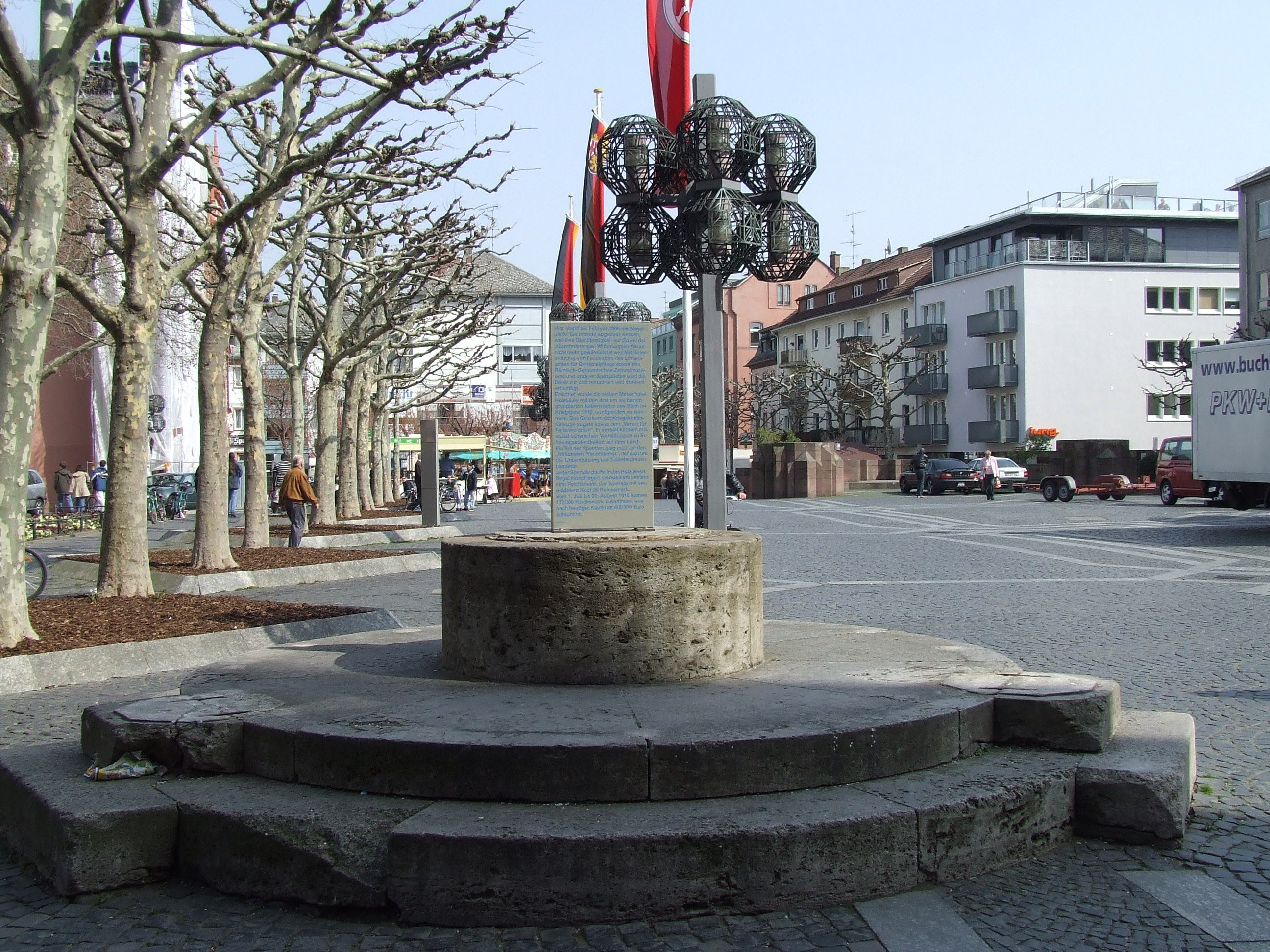
Ein Schild informierte über den Verbleib der Nagelsäule auf dessen Platz (April 2007)

Die Nagelsäule befindet sich östlich des Mainzer Doms auf dem Liebfrauenplatz. Sie wurde von Februar 2006 bis zum Sommer 2010 restauriert und wieder aufgestellt.
Auf Grund der jahrzehntelangen Witterungseinflüsse war die Standfestigkeit der Nagelsäule nicht mehr gewährleistet. Mit Unterstützung von Fachleuten des Landesamtes für Denkmalpflege Rheinland-Pfalz und des Römisch-Germanischen Zentralmuseums und weiterer Spezialisten wurde die Säule von Februar 2006 bis Ende 2011 abgebaut, gesichert, restauriert und statisch ertüchtigt. Restaurator Michael Recker aus Mombach entwarf das Konzept für die unmittelbare Sanierung einschließlich aller Montierungen und Nagelflächen. Mit seinen Mitarbeitern konnte er das in aufwendiger Arbeit und Technik umsetzen. Unter Leitung des Restaurators Andreas Rentmeister fanden im Jahre 2009 Probereinigungen und eine Musterrestaurierung an der aus Muschelkalkstein gefertigten Säule „Die Deutsche Kraft“ in der Werkstatt der Berliner Firma Steinhof Restaurierung statt.

## Nach der Restaurierung

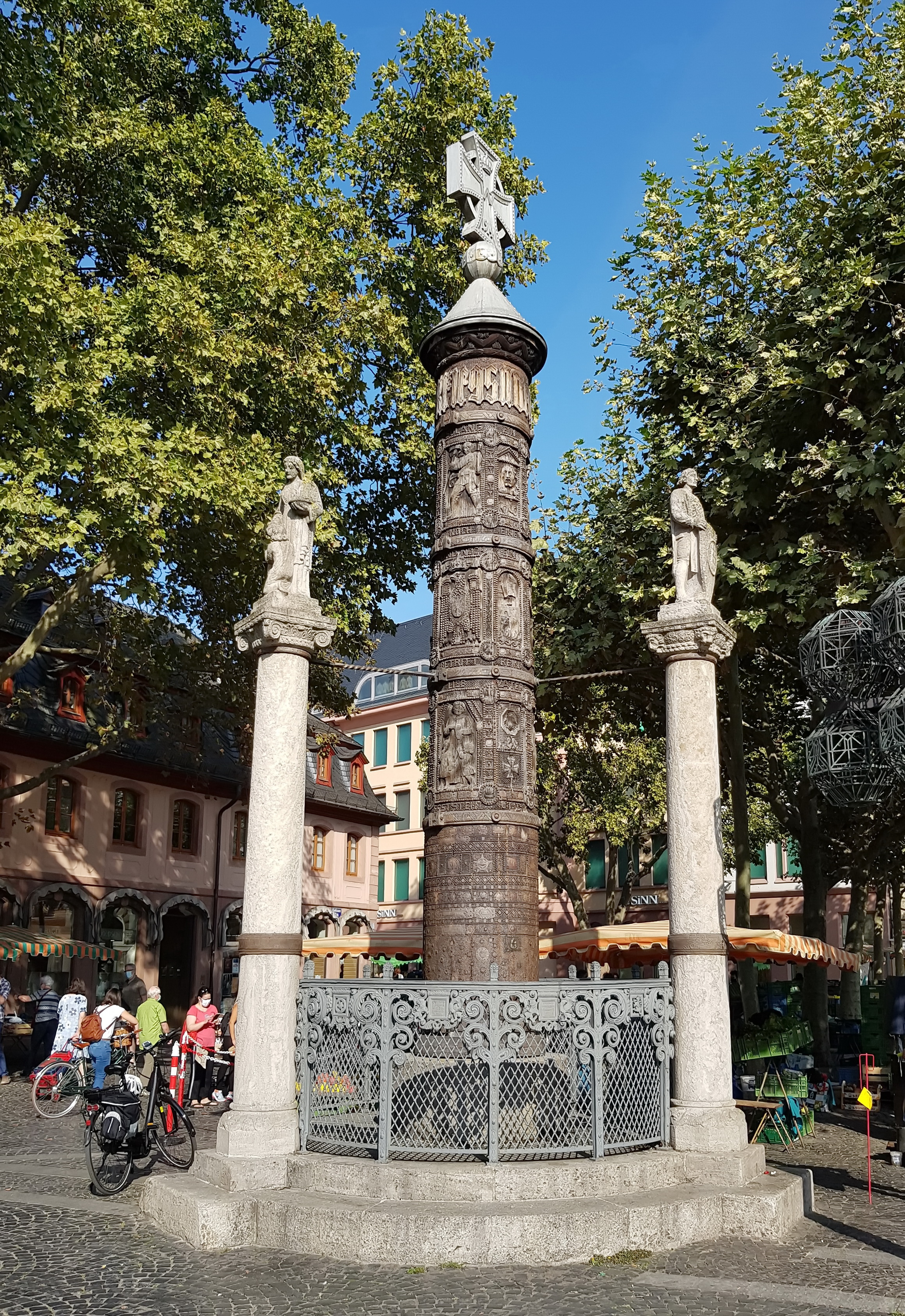
Nagelsäule Mainz im Jahr 2020

Nach Abschluss der Sanierungsarbeiten wurde am 21. Juli 2011 die restaurierte Nagelsäule der Öffentlichkeit übergeben. Die Kosten von 370.000 Euro wurden überwiegend von privaten Spendern getragen, darunter auch eine einzelne Großspende in Höhe von 60.000 US-Dollar. Die Säule, gebaut wie ein Weinfass, steht nun nicht mehr auf dem Boden, sondern hängt an einer sieben Meter hohen Edelstahlkonstruktion. Das Holz wurde konserviert und die Nägel mit einer Schutzschicht überzogen.